# 마이클 커티즈
마이클 커티즈(Michael Curtiz, 1886년 12월 24일 ~ 1962년 4월 10일)는 아카데미상을 수상한 바 있는 헝가리 태생의 미국의 영화 감독이다. 유럽에서만 50여 편의 영화를 만들었으며, 미국에서도 100여 편의 영화를 감독했다. 가장 잘 알려진 영화로는 《로빈 후드의 모험 The Adventures of Robin Hood》, 《더러운 얼굴의 천사 Angels with Dirty Faces》, 《카사블랑카》, 《화이트 크리스마스 White Christmas》 등이 있다. 1930년대와 1940년대 워너브라더스 영화사의 전성기에 활약하였다. 영화사로부터 독립하여 일했던 1940년대 이후로는 활약이 다소 뜸했으나 세상을 뜨기 전까지 지속적으로 영화를 만들었다.

## 생애
- 초기

헝가리(당시에는 오스트리아-헝가리) 부다페스트의 유대인 가정에서 태어났다. 본인은 1886년 12월 24일 태어났다고 주장했지만 태어난 연도와 월일이 모두 의심스럽다. 자신의 어린 시절에 대해 장황하게 말하는 것을 좋아했는데, 서커스단에 합류하기 위해 어릴 때 집을 뛰쳐나왔다거나 1912년 올림픽에서 헝가리 펜싱팀 일원이었다고 말했지만, 사실 그는 전통적인 중산층 가정에서 자란 것으로 보인다. 마르코지 대학(Markoszy University)과 부다페스트에 있는 로열 아카데미(the Royal Academy of Theater and Art)에서 공부하였고, 1912년 헝가리 국립극장에서 Mihaly Kertesz라는 이름의 배우겸 감독으로 본격적인 경력을 쌓기 시작했다.
이 시절 감독으로서 경험을 쌓은 세부사실이나 초기작에서 어떤 역할을 했는지에 대해서는 많이 알려진 바가 없다. 그러나 최소한 한 개 이상의 작품을 헝가리에서 만들었고, 1913년에는 덴마크에 있는 노르디스크 스튜디오(Nordisk studio)에서 6개월간 실력을 연마했다. 제1차 세계 대전이 일어나자 오스트리아-헝가리군을 위해 포병대에서 잠간 복무하였지만, 1915년에 영화를 만드는 일로 돌아갔다. 그 해 또는 그 다음 해에 여배우 루시 도레인(Lucy Doraine)과 결혼하였으나 1923년에 이혼하였다.
1919년 영화산업이 국유화되면서 헝가리를 떠나 빈에 정착하였다. 작사 영화사(Sascha Film)에서 21개 이상의 영화를 만들었는데, 《소돔과 고모라 Sodom und Gomorrha》(1922), 《Die Sklavenkonigin》(1924) 등의 작품들이다. 이 중 후자가 미국에서 《이스라엘의 달》(Moon of Israel)이라는 제목으로 개봉되었는데, 이 영화를 본 잭 워너(Jack Warner)가 그를 기용하여 워너 브라더스에서 비슷한 영화(《노아의 방주, Noah's Ark》1928)를 만들었다. 이때 여배우 릴리 다미타(Lili Damita)와 1925년 두 번째로 결혼하여 1926년까지 그 관계를 유지하였다. 그가 미국으로 건너갈 당시에 최소한 한 명 이상의 사생아를 남녀 한 명씩 둔 것으로 알려졌다.
- 미국에서

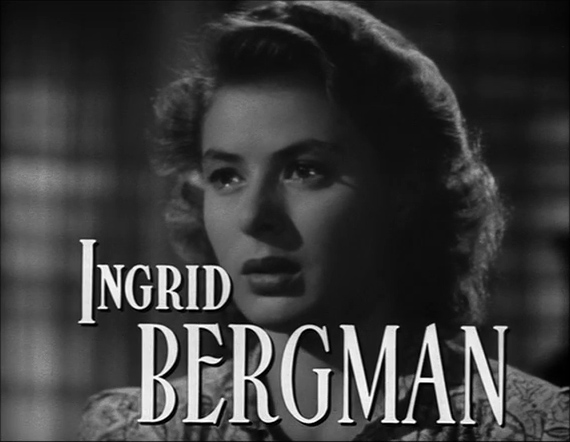
〈카사블랑카〉에서, 잉그리드 버그먼

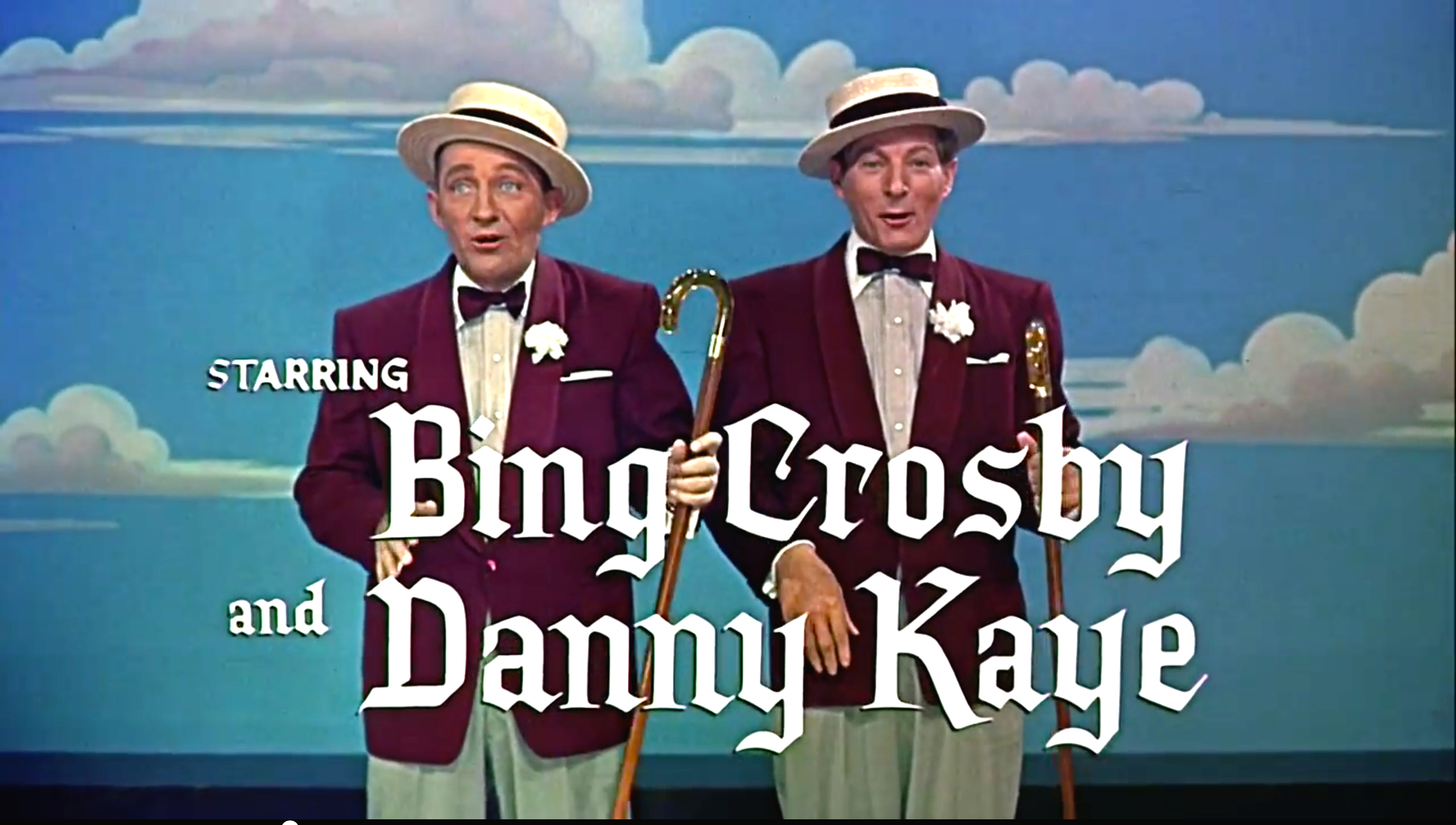
〈화이트크리스마스〉에서
빙 크로스비와 데니 케인

1926년 미국에 도착하였다. 날짜에 대해서 일설에 의하면 7월 4일이라는 주장도 있고, 다른 편에서는 6월이라는 주장도 있다. 곧 마이클 커티즈라는 영어식 이름을 쓰기 시작했다. 할리우드에서 다양한 장르에 걸쳐 100편 이상의 영화 크레딧에 이름을 올려놓았다. 1930년대에 비록 공동으로 감독을 한 적도 많았지만, 어쨌든 한 해에 4편 정도의 영화에 감독으로 일했다. 검열시대 이전에 만든 영화로는 《Mystery of the Wax Museum》, 《Doctor X》, 《The Kennel Murder Case》 등이 있다. 1930년대 중반에는 배우 에롤 핀(Errol Flynn)을 내세워 성공적인 모험영화들을 많이 만들었다 (《Captain Blood, 1935》, 《The Charge of the Light Brigade, 1936》, 《The Adventures of Robin Hood, 1938》, 《The Private Lives of Elizabeth and Essex, 1939》, 《 The Sea Hawk, 1940》, 《 Santa Fe Trail, 1940》).
1940년대에는 매우 부유해져서 주당 3600불을 벌어들였고, 폴로 경기장이 있는 부동산을 소유할 정도였다. 그와 정기적으로 폴로게임을 한 사람 중에, 미국에 도착한 때부터 친분을 유지한 핼 B. 월리스가 있다. 월리스의 부인인 배우 루이즈 퍼젠다는 커티즈의 세 번째 아내인 베스 메러디스(Bess Meredyth, 배우 겸 극작가, 1929년 결혼)와 친하게 지냈다. 커티즈는 종종 촬영장에서 엑스트라배우들과 수 차례 관계를 맺기도 하였다. 메레디스가 잠깐동안 그를 떠나있기도 했지만 1961년까지 부부관계는 유지되었다. 그녀는 커티즈가 대본을 쓰면서 도움이 필요하다든가 그의 영어가 부족할 때, 또는 영화를 찍는 동안에 문제가 생겨서 그녀에게 전화를 할 때면 항상 도움이 되어주었다.
1940년대 가장 중요한 작품으로 《The Sea Wolf》(1941), 《Casablanca》(1942), 《Mildred Pierce》(1945)등이 있다. 이 기간 중에 친소련 선전 영화를 만들기도 했는데 (《Mission to Moscow》, 1943), 프랭클린 루스벨트 대통령이 전시에 우호적 차원에서 부탁을 하여 이루어진 것이다. 《Four Daughters》 (1938), 《Yankee Doodle Dandy》(1942), 《Life With Father》(1947), 《 Young Man with a Horn》(1950), 《The Breaking Point》(1950) 등도 이 시기에 만들었다. 자신은 나치즘을 피해서 유럽으로부터 피신하긴 했지만 남아 있던 다른 가족들은 행운을 누리지 못해서 그 누이의 가족들이 아우슈비츠로 보내져 남편과 세 명의 아이들이 죽임을 당하고 말았다. 커티즈는 자신이 번 돈을 '유럽 영화기금'(영화산업에 종사하는 피난민을 돕기 위해 세워진 자선조직)에 보내기도 했다.
- 1940년대 후반

이 시기에 워너브라더스와 비용과 이익 모두를 동등하게 나누기로 새로이 계약을 맺었지만, 실적이 좋지 않았다. 이 때문에 워너 브라더스와관계가 악화되어, 1954년 이후로는 독립적으로 영화작업을 계속하였다. 폭스와 함께 만든 영화 《이집트인 The Egyptian》(1954), 파라마운트와 만든, 《White Christmas》 (1954), 《King Creole》(1958) 등이 이 시기에 만든 작품들이다.

## 개인적인 삶
항상 극단적으로 활동적이었다. 긴 기간 동안을 일하거나, 쉬는 동안에도 몇 가지 스포츠를 즐겼다. 심지어는 샤워장에서 자고 있는 모습으로 눈에 띌 때도 있었다. 그는 점심을 먹는 배우들을 불신했는데, 점심을 챙겨먹는 사람들은 오후에 노곤해서 잘 일하지 못할 것이라고 믿었기 때문이다. 아주 냉정한 모습을 보일 때도 있었다. 페이 레이(Fay Wray)는 "나는 그가 살과 뼈로 이루어졌다고 생각하지 않아요. 그는 카메라와 같이 쇠로 이루어졌을 걸요." 라고 말했다. 동료들에게도 인기가 많은 편이 아니었는데, 많은 사람들이 그를 건방지다고 생각했다. 부리는 사람들에 대해서도 적의를 숨기지 않았는데, 자주 기술진이나 단역배우들과 다툼을 벌였다. 베티 데이비스(Bette Davis)는 그가 "goddamned nothing no good sexless son of a bitch"라고 말한 이후로 함께 작업하기를 거절했다. 일반적으로 배우들을 낮게 평가했다. "연기하는 것은 50퍼센트에 불과해, 나머지는 재능과 능력이라구, 그걸 갖고 있는 놈들이 별로 없어서 그렇지." 라고 말했다고 한다. 그러나 모든 배우를 그렇게 대접한 것은 아니었다. 카사블랑카를 찍으면서 함께 일한 잉그리드 버그만(Ingrid Bergman)에게는 예의를 갖추어 대했고, 클로드 레인 (Claude Rains)은 그를 신뢰하여 영화와 연극에서 연기의 차이와 카메라앞에서 무엇을 하면 안되는지 등에 대해 가르쳐주기도 했다.
평생토록 영어에 익숙해지지 못해서, 그와 관련된 많은 일화가 있다. 한번은 카사블랑카 촬영현장에서 푸들(poodle)을 준비하라고 지시했지만 사실 그의 의도가 조그만 물웅덩이(a puddle of water)였다는 것을 알고 세트디자이너가 당혹해했다고 한다. 데이비드 니븐은 그의 말실수 중에서 '속이 비어있는 말을 가져와라'(empty horses, 본래의 의도는 '기수 없이 말만 가져와라 - horses without riders')가 좋았는지 그것을 자신의 비망록 두 번째 책의 제목으로 삼았다.

## 영화목록
할리우드에서 제작한 대표적인 작품 목록은 다음과 같다.
| - The Mad Genius (1931) - The Cabin in the Cotton (1932) - Doctor X (film)\|Doctor X (1932) - Goodbye Again (1933) - Mystery of the Wax Museum (1933) - The Kennel Murder Case (1933) - Jimmy the Gent (1934) - Front Page Woman (1935) - Captain Blood (1935) - The Adventures of Robin Hood (1938) - Angels with Dirty Faces (1938) - Dodge City (1939) - The Private Lives of Elizabeth and Essex (1939) - Santa Fe Trail (1940) - Virginia City (1940) | - The Sea Hawk (1940) - The Sea Wolf (1941) - Casablanca (1942) - Yankee Doodle Dandy (1942) - Mildred Pierce (1945) - Night and Day (1946) - The Breaking Point (1950) - I'll See You in My Dreams (1951) - White Christmas (1954) - The Egyptian (1954) - We're No Angels (1955) - King Creole (1958) - The Adventures of Huckleberry Finn (1960) - The Comancheros (1961) |

## 자서전
- 하메츠(Harmetz), Round Up the Usual Suspect: The Making of "Casablanca", 오리온 출판사, 1933.
- 로젠츠바이그(Rosenzweig), Casablanca and Other Major Films of Michael Curtiz, UMI 리서치 출판사, 1982.

## 같이 보기
- 필름 누아르